# 益田勤斎
益田 勤斎（ますだ きんさい、明和元年（1764年） – 天保4年 5月23日（1833年7月10日））は、江戸時代中期から後期の日本の篆刻家である。
名は濤、字を万頃、号は勤斎の他に雲遠・浄碧がある。通称重蔵。江戸の人。

## 略伝
経学に通じ、書をよくし、書画骨董を愛玩し鑑識にも通じた。とりわけ篆刻に優れ、江戸中の名士・文人が勤斎の印を求めて列を成したという。高芙蓉の遺風を継いで秦漢の古印の法を守りながらも新味を交え独自の印風を確立した。二世浜村蔵六とともに「江戸の二名家」と称された。勤斎の清新で精緻な印風は子の益田遇所、門弟の曽根寸斎などに継承され、浄碧居派と呼ばれた。江戸下谷泉橋通に住んだ。享年70。墓所は文京区浄心寺。印譜に『浄碧居印譜』・『勤斎印存』がある。羽倉可亭が集めた『勤斎印牋』には、可亭が勤斎に篆刻を依頼した自用印のほか、中島棕隠の使用印などが含まれる。